# Міжнародна конвенція про захист рослин
Міжнародна конвенція про захист рослин (МКЗР) — багатосторонній договір 1951 року, який контролюється Продовольчою та сільськогосподарською організацією ООН та має на меті забезпечити скоординовані та ефективні дії для запобігання та контролю занесення та поширення шкідників рослин і рослинних продуктів. Конвенція поширюється не лише на охорону культурних рослин, а й на охорону природної флори та рослинних продуктів.
Конвенція створила керівний орган, що складається з кожної договірної сторони, відомий як Комісія з фітосанітарних заходів, який наглядає за виконанням конвенції. Станом на серпень 2017 року конвенція налічує 183 сторони, в тому числі 180 держав-членів Організації Об'єднаних Націй, Острови Кука, Ніуе та Європейський Союз. України приєдналася у 2006 відповідно до Указу Президента України від 31 січня 2006 року № 81/2006. Конвенція визнана Світовою організацією торгівлі (СОТ) як Угода про застосування санітарних та фітосанітарних заходів (Угода про SPS) і є єдиним міжнародним органом, що встановлює стандарти для здоров'я рослин.

## Цілі
Хоча, основна увага МКЗР приділяється рослинам і рослинним продуктам, які переміщуються в міжнародну торгівлю, конвенція також охоплює дослідницькі матеріали, біологічні контрольні організми, банки зародкової плазми, засоби для локалізації, продовольчу допомогу, невідкладну допомогу та все інше, що може бути переносником для поширення шкідників рослин (наприклад, контейнери, пакувальні матеріали, ґрунт, транспортні засоби, судна та обладнання).
МКЗР створено країнами-членами Продовольчої та сільськогосподарської організації. Конвенція робить акцент на трьох основних сферах: встановлення міжнародних стандартів, обмін інформацією та розвиток потенціалу для впровадження МКЗР і пов'язаних з нею міжнародних фітосанітарних стандартів. Секретаріат Конвенції розташований у штаб-квартирі ФАО в Римі (Італія) і відповідає за координацію основної діяльності в рамках робочої програми МКЗР.
За останні роки Комісія з фітосанітарних заходів МКЗР розробила стратегічну структуру з цілями:
- захист сталого сільського господарства та підвищення глобальної продовольчої безпеки шляхом запобігання поширенню шкідників;
- захист навколишнього середовища, лісів та біорізноманіття від шкідників рослин;
- сприяння економічному та торгівельному розвитку шляхом заохочення гармонізованих науково обґрунтованих фітосанітарних заходів;
- розвиток фітосанітарного потенціалу для членів конвенції задля досягнення трьох попередніх цілей.

Зосереджуючи зусилля конвенції на цих цілях, Комісія з фітосанітарних заходів МКЗР має намір:
- захистити фермерів від економічно руйнівних спалахів шкідників і хвороб;
- охороняти довкілля від втрати видового різноманіття;
- захищати екосистеми від втрати життєздатності та функціональності в результаті нашестя шкідників;
- захистити промисловість та споживачів від витрат на боротьбу зі шкідниками або їх знищення;
- сприяти торгівлі за допомогою міжнародних стандартів, які регулюють безпечне переміщення рослин і рослинних продуктів;
- забезпечити захист засобів існування та продовольчу безпеку, шляхом запобігання проникнення та поширення нових шкідників рослин на території країни.

## Регіональні організації захисту рослин
У рамках МКЗР діють Регіональні організації із захисту рослин (РОЗР). Це міжурядові організації, відповідальні за співпрацю у галузі захисту рослин. Наразі діють такі організації:
- Комісія із захисту рослин Азії та Тихого океану (англ. Asia and Pacific Plant Protection Commission, APPPC)
- Карибське сільськогосподарське агентство з охорони здоров'я та харчової безпеки (англ. Caribbean Agricultural Health and Food Safety Agency, AHFSA)
- Андське співтовариство (англ. Andean Community, ісп. Comunidad Andina, CAN)
- Комітет з охорони здоров'я рослин Південного конуса (ісп. Comité de Sanidad Vegetal del Cono Sur, англ. Plant Health Committee of the Southern Cone, COSAVE)
- Європейська та середземноморська організація захисту рослин[en] (англ. European and Mediterranean Plant Protection Organization, EPPO)
- Міжафриканська фітосанітарна рада (англ. Inter-African Phytosanitary Council, IAPSC)
- Близькосхідна організація захисту рослин (англ. Near East Plant Protection Organization, NEPPO)
- Північноамериканська організація захисту рослин[en] (англ. North American Plant Protection Organization, NAPPO)
- Міжнародна регіональна організація охорони здоров'я сільського господарства (ісп. Organismo Internacional Regional de Sanidad Agropecuaria, англ. International Regional Organization for Agricultural Health, OIRSA)
- Тихоокеанська організація захисту рослин (англ. Pacific Plant Protection Organization, PPPO)

Відповідно до Міжнародної конвенції, роль регіональних організацій полягає в тому, щоб:
- функціонувати як координаційні органи в охоплених сферах, брати участь у різноманітних заходах для досягнення цілей цієї Конвенції та, за потреби, збирати та поширювати інформацію.
- співпрацювати з Секретаріатом у досягненні цілей Конвенції та, за необхідності, співпрацювати з Секретаріатом та Комісією у розробці міжнародних стандартів.
- проводити регулярні технічні консультації представників регіональних організацій захисту рослин
- сприяти розробці та використанню відповідних міжнародних стандартів щодо фітосанітарних заходів;
- заохочувати міжрегіональне співробітництво у сприянні узгодженим фітосанітарним заходам для боротьби зі шкідниками та у запобіганні їх поширенню та/або інтродукції.

## Міжнародна конференція з охорони здоров'я рослин
Перша щорічна Міжнародна конференція з охорони здоров'я рослин була організована ФАО і мала бути проведена урядом Фінляндії в Гельсінкі з 28 червня по 1 липня 2021. Однак 9 лютого 2021 року її скасували через триваючу пандемію.

## Комісія із фітосанітарних заходів
П'ятнадцята сесія була проведена 16 березня, 18 березня та 1 квітня 2021 року практично через Zoom